# Postpipe
In archeologia, il termine postpipe (o post pipe) si riferisce ai resti di un asse o palo di legno verticale posto in un posthole. Considerata la condizione eretta, i pali possono sopravvivere per lunghi periodi di tempo e un postpipe recuperato può semplicemente essere di legno solido. Tuttavia, in condizioni meno preservanti, solo una colorazione scura circolare di materiale organico può essere lasciato nella riempitura del posthole osservabile nella pianta e in sezione.  Questo differisce nella consistenza dal materiale meno organico di riempimento del posthole e può essere identificato semplicemente attraverso questa diversa composizione. La dimensione e profondità del postpipe possono fornire informazioni riguardo ad ogni riutilizzo del posthole specialmente se possono essere identificati molti postpipe differenti. Essi possono anche indicare le specie di legno usate e aiutare ad interpretare la natura della struttura che il legno una volta sosteneva. Il termine fu per prima utilizzato da Maud Cunnington quando stava scavando il sito di Woodhenge nella contea inglese di Wiltshire durante gli anni '20 e trovandovi numerosi esempi di pali in legno decomposti.